# London Records
London Records er et pladeselskab der blev grundlagt i 1947. Det har hovedkvarter i England, og originalt markedsførte det plader til USA. Canada og Latinamerika fra 1947 til 1979, hvorefter den blev et semi-selvstændigt pladeselskab.
London Records opstod som følgerne af uenighed i selskabet mellem den engelske afdeling af Decca Records, og den samme afdeling i USA. London Records udgav den engelske Deccas plader i USA, og fik navnet London Records siden den ikke kunne bruge Decca navnet det. De udgav blandt andet musik fra Bill Haley, Carl Perkins, Eddie Cochran, Chuck Berry, Roy Orbison, Billy Vaughn, Mantovani, Harry James, Pat Boone, Ricky Nelson, Little Eva og The Rolling Stones.